# Chiesa di San Vincenzo de' Paoli (Marsiglia)
La chiesa di San Vincenzo de' Paoli è una chiesa di Marsiglia, che si trova nel quartiere Thiers, in cima alla Canebière. I marsigliesi la chiamano Église des Réformés (Chiesa dei Riformati).

## Costruzione

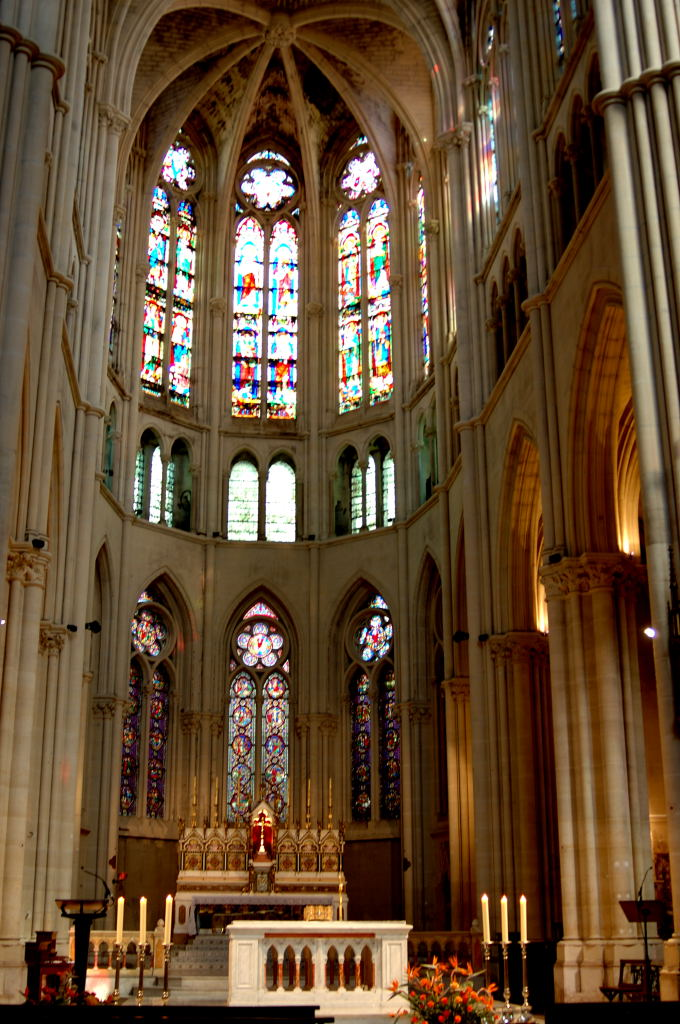
Il coro della chiesa

I lavori della precedente chiesa vennero iniziati per ordine di Carlo I di Guisa il 20 giugno 1611 che la dedicò a San Nicola da Tolentino. Dopo il concordato tra la Francia e la Chiesa l'edificio venne ddemolito per costruire l'attuale chiesa.
La costruzione fu condotta dall'architetto François Reybaud che adottò lo stile gotico del XIII secolo e la prima pietra venne posta il 22 aprile 1855 da Eugène de Mazenod. Nel 1862 l'architetto si ritirò e fu rimpiazzato dall'abate Joseph Pougnet che, con l'aiuto dei parrocchiani, riuscì a raccogliere trecento milioni di franchi per permettere il completamento dei lavori nel 1886.
I campanili sono alti 70 metri e le vetrate della chiesa vennero realizzate da Édouard Didron.